# فرنان ورتز
فرنان ورتز (فرانسوی: Fernand Wertz‎; ۲۹ ژانویهٔ ۱۸۹۴ – ۲۸ نوامبر ۱۹۷۱) بازیکن فوتبال اهل بلژیک بود.
از باشگاه‌هایی که در آن بازی کرده‌است می‌توان به باشگاه فوتبال رویال آنتورپ اشاره کرد.
وی به‌همراه تیم ملی فوتبال بلژیک به مقام قهرمانی بازی‌های المپیک تابستانی ۱۹۲۰ دست پیدا کرده‌است. 